# Консейсан, Клейтон
Кле́йтон Консейса́н (порт.-браз. Cleiton Conceição; род. 1 ноября 1979, Крус-даз-Алмас) — бразильский боксёр, представитель средней, полутяжёлой и тяжёлой весовых категорий. Выступал за сборную Бразилии по боксу в конце 1990-х — начале 2000-х годов, участник летних Олимпийских игр в Сиднее, трёхкратный чемпион Бразилии среди любителей. В период 2003—2016 годов боксировал на профессиональном уровне.

## Биография
Клейтон Консейсан родился 1 ноября 1979 года в муниципалитете Крус-даз-Алмас штата Баия, Бразилия. Начинал заниматься боксом в возрасте 11 лет в местной секции, затем переехал на постоянное жительство в Сан-Паулу, где проходил подготовку в академии бокса «Коринтианс».

### Любительская карьера
Впервые заявил о себе в 1998 году, одержав победу на чемпионате Бразилии в зачёте первой средней весовой категории. Два года спустя вновь выиграл бразильское национальное первенство и успешно выступил на американской олимпийской квалификации в Буэнос-Айресе, где победил всех своих соперников по турнирной сетке, в том числе в финальном решающем поединке взял верх над сильным колумбийцем Фульхенсио Суньигой — благодаря этой победе удостоился права защищать честь страны на летних Олимпийских играх в Сиднее в категории до 75 кг. Тем не менее, на Играх уже в первом бою был остановлен американцем Джеффом Лейси.
После сиднейской Олимпиады Консейсан остался в главной боксёрской команде Бразилии и продолжил принимать участие в крупнейших международных турнирах. Так, в 2001 году он побывал на чемпионате мира в Белфасте, где в 1/16 финала был побеждён финном Яни Раухала. В 2002 году в третий раз выиграл бразильское национальное первенство по боксу. Неоднократно принимал участие в международных турнирах «Хиральдо Кордова Кардин» на Кубе.

### Профессиональная карьера
В 2003 году завершил карьеру в сборной и дебютировал на профессиональном уровне. В последующие годы с переменным успехом регулярно выходил на ринг, завоевал титул чемпиона Центральной Америки по версии Всемирной боксёрской ассоциации, был претендентом в нескольких других чемпионских боях.
Встречался на профессиональном уровне с такими известными боксёрами как Лауделину Баррус, Виктор Эмилио Рамирес, Шон Монахан, Александр Гвоздик, Дмитрий Бивол, хотя всем им проиграл.